# Rue du Faubourg-Poissonnière
Pour les articles homonymes, voir Poissonnière.
La rue du Faubourg-Poissonnière marque la limite entre le 9e et le 10e arrondissement de Paris, principale voie de l'ancien quartier du faubourg Poissonnière.

## Origine du nom

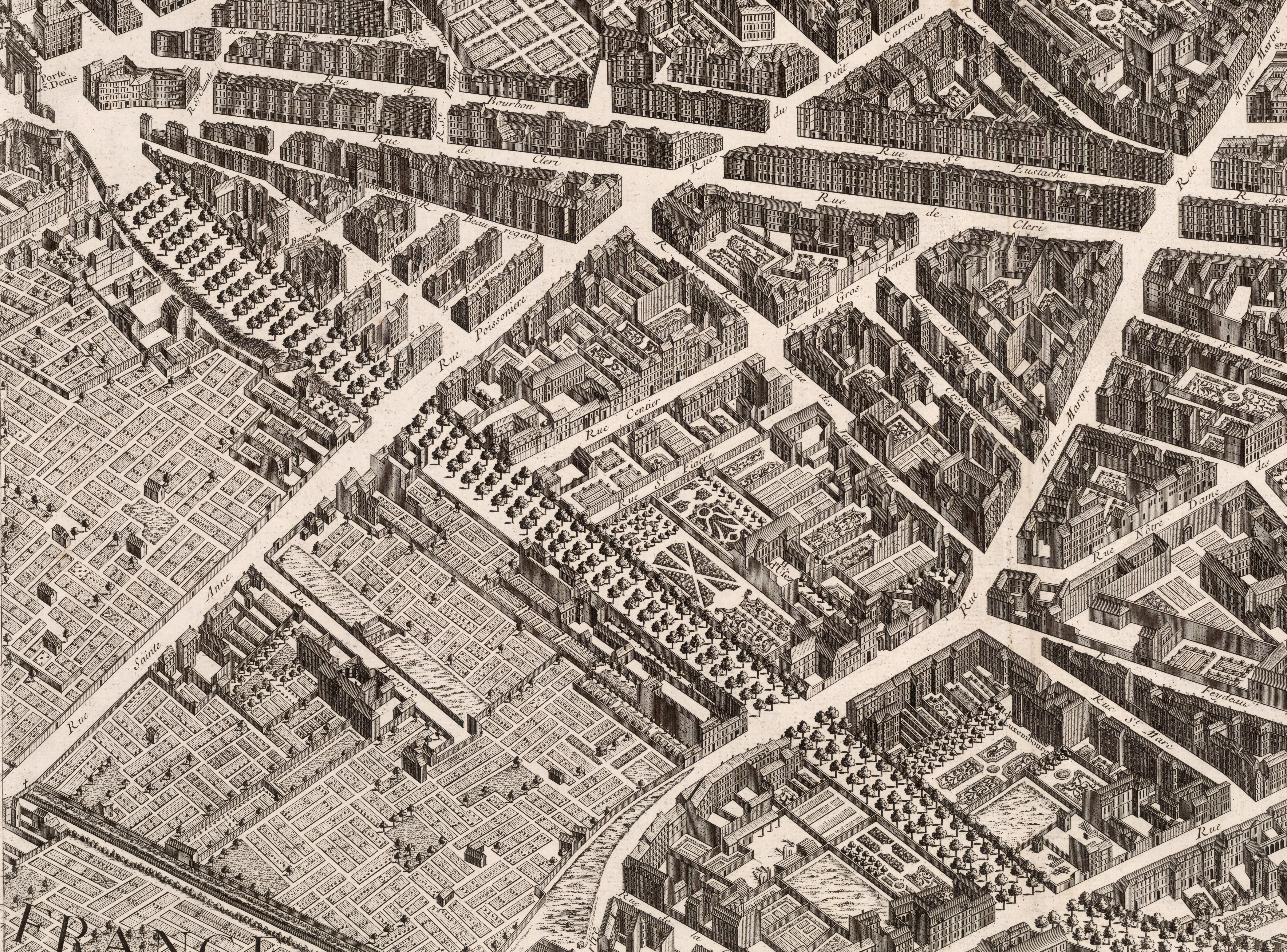
Extrait du plan de Turgot entre la porte Saint-Denis et la rue Montmartre. La rue du Faubourg-Poissonnière porte le nom de rue Sainte-Anne. Début de la rue Bergère. Dans le coin gauche, en bas, l'égout qui est devenu la rue Richer après son couvrement à partir de 1766-1767.

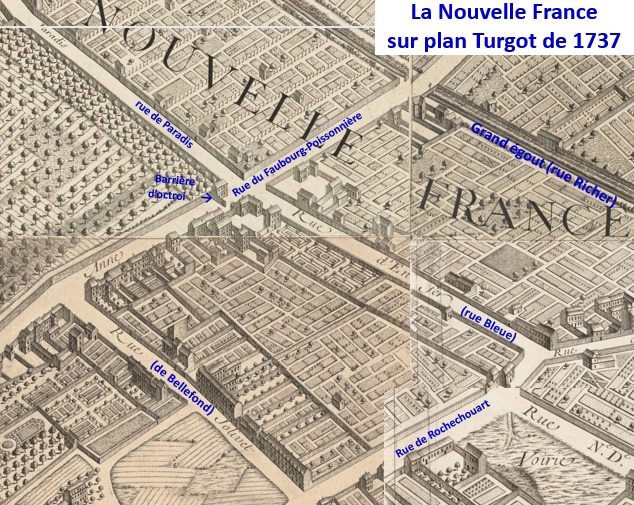
Quartier de la Nouvelle-France sur le plan de Turgot. Ponceau de la Nouvelle-France au-dessus de l'égout.

La rue du Faubourg-Poissonnière doit son nom au fait qu'elle traversait le hameau situé à l'extérieur de la porte de la Poissonnerie du mur d'enceinte tracé dans l'alignement de la rue des Poissonniers au nord et de la rue Poissonnière au sud, elle formait une partie du chemin des Poissonniers. Le faubourg est primitivement un quartier « fors le bourg » (de l'ancien français « fors », issu du latin foris « en dehors » et de borc, « bourg », forsborc vers 1200, forbours vers 1260).

## Historique
La rue qui figure sur les plans anciens porta, à partir de 1648, le nom de « chaussée de la Nouvelle-France » car elle conduisait au hameau de la Nouvelle-France fondé en 1642 sur un ancien vignoble.
Elle longeait, dans sa partie sud du boulevard jusqu'au grand égout (emplacement depuis sa couverture en 1760 de la rue des Petites-Écuries), la couture des Filles-Dieu qui s'étendait à l'est jusqu'à la rue du Faubourg-Saint-Denis, et, au nord de la rue de Paradis, l'enclos Saint-Lazare qui s'étendait également à l'est jusqu'au faubourg Saint-Laurent.
Elle prit en 1660 le nom « rue Sainte-Anne », en raison d'une chapelle qu'on y avait construite au no 77 pour desservir le quartier de la Nouvelle France. La rue prend le nom de Faubourg-Poissonnière vers 1750.
Dès 1770, Claude-Martin Goupy spécula au faubourg Poissonnière sur des terrains vendus par la communauté des Filles-Dieu, dont il était l'entrepreneur, jouant un rôle capital dans l'urbanisation du quartier. Le lendemain du 10 août 1792, c'est près de la barrière Poissonnière (au nord de la rue), dans une vaste tranchée creusée à cet effet, que les 400 à 500 cadavres des Gardes suisses tués dans les escaliers, les cours et les jardins des Tuileries sont jetés pêle-mêle.

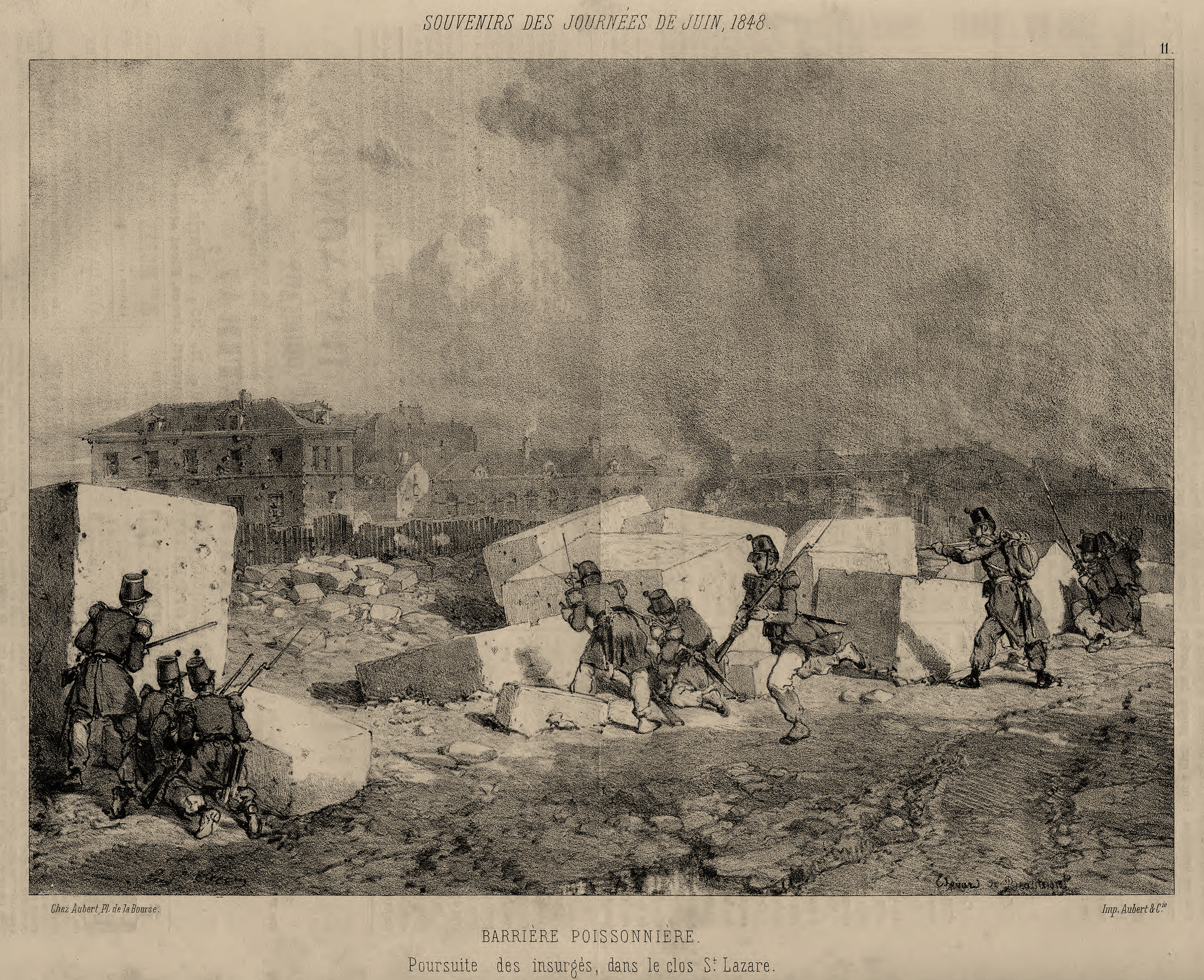
1848 : les insurgés dans le clos Saint-Lazare à la barrière Poissonnière.

Durant les Trois Glorieuses, la voie est le théâtre d'affrontement entre les insurgés et la troupe.
Le 23 juin 1848, la barrière Poissonnière est l'enjeu de rudes combats entre les insurgés, barricadés dans les bâtiments, et les troupes gouvernementales.
Le 8 mars 1918, durant la première Guerre mondiale, une bombe lancée d'un avion allemand explose au no 66 rue du Faubourg-Poissonnière.
Le 1er avril 1918, un obus lancé par la Grosse Bertha explose au no 54 rue du Faubourg-Poissonnière.

## Bâtiments remarquables et lieux de mémoire
- No 1 : Maison Trouard construite en 1761-1762 par Louis François Trouard pour ses parents qui y ont habité. Le grand-père de l'architecte, Michel Trouard était marchand boisselier. Son père, Louis Trouard, était sculpteur marbrier ordinaire du roi après avoir été déclaré marchand épicier rue Saint-Antoine au moment de son mariage avec Marie-Élisabeth Leprince, en 1723. Les Leprince, comme les Trouard et les Adam, étaient une dynastie d'artisans implantés à la Villeneuve et au faubourg Poissonnière. Louis Trouard s'est enrichi. Son patrimoine est estimé à 508 000 livres tournois après sa mort. Le médecin neurologue Jean-Martin Charcot y est né en 1825. La maison a disparu en 1841. Elle est remplacée par l'immeuble actuel qui a été le siège du journal « Le Matin » entre 1895 et 1945[9].
- No 2 : lycée Edgar-Poe, établissement privé d'enseignement secondaire depuis 1965.
- No 3 : emplacement, dans la deuxième moitié du XIXe siècle des Bains du Gymnase, premier établissement de bains publics parisiens à avoir fait l'objet d'une descente de la police des mœurs. Le procès des homosexuels qui y sont arrêtés eut lieu en juin 1876 (Affaire des bains du Gymnase)[10] devant le tribunal correctionnel de Paris.
- No 4 : le vaudevilliste Nicolas Brazier y demeure en 1831.
- No 5 : maison où le colonel La Bédoyère est arrêté en 1815, chez madame de Fontry. Ce numéro est ensuite occupé par le journal Le Matin[11].
- No 9 : Jean-Baptiste Buffault y demeure. L'immeuble a été construit en 1759 par l'architecte Louis-François Trouard à son retour de Rome sur un terrain appartenant à son père. C'est le premier témoin, et le seul restant, de la mode dite « grecque », prélude au néo-classicisme[12],[13].
- No 10 : en 1858, est ouvert le café-concert l'Alcazar[14]. En 1899, il est remplacé par un immeuble commercial de quatre étages conçu par les architectes Auguste et Gustave Perret, le premier immeuble de bureaux construit en France[15].
- No 11 : Maison Trouard datant de 1740. Maison de neuf travées bâtie en pierre de taille, élevée avec deux étages au-dessus du rez-de-chaussée, couverte d'un toit à la Mansart. Elle est louée en 1768 à Plou, peintre et doreur y demeurant et y ayant installé son atelier. Probablement Jean-François Plou. Louis Trouard meurt en 1767. Son fils Louis-François Trouard hérite de la maison. Il la vend à Morel de Chefdeville, intendant des Menus-Plaisirs de Monsieur, en 1781. Elle appartient à M. de Conegliano entre 1826 et 1847. Un magasin de nouveautés, les Galeries Poissonnière y sont installés en 1846[16].
- No 12 : immeuble construit en 1830-1840[12].
- No 13 : maison Morel de Chefdeville, à l'angle avec la rue Bergère, construite entre 1782 et 1785 par l'architecte François-Joseph Bélanger. Étienne Morel de Chefdeville a été intendant des Menus-Plaisirs de Monsieur, auparavant attaché au comte d'Artois, caissier des Menus-Plaisirs du roi, administrateur des loteries, beau-frère de Denis Pierre Jean Papillon de La Ferté, intendant des Menus-Plaisirs[17].
- No 15 : emplacement de l'ancien hôtel des Menus-Plaisirs, où siégeait son administration, dans un vaste immeuble qui s'étendait de la rue Bergère à la rue Richer actuelles. L'hôtel est construit sur un grand terrain du faubourg Poissonnière, entre la rue Bergère et l'égout (qui allait de la rue du Faubourg-Saint-Denis et la rue du Faubourg-Montmartre et, après avoir été couvert, a permis la création de la rue Richer), dans le clos des Halliers. Cette acquisition est faite par l'intermédiaire des prète-noms par un acte du 28 juin 1760. L'hôtel et les magasins ont été construits en 1763 sur les plans de Louis-Alexandre Giraud. Durant la Révolution, la section révolutionnaire du Faubourg-Montmartre s'y réunissait. En 1795, la Convention installe le Conservatoire de musique[18].
- Nos 15-17 : central téléphonique « Bergère », également appelé « Provence », construit en 1911-1914 par l'architecte François Le Cœur (1872-1934)[19],[20]. L’horloge est la seule, sur le domaine public parisien, à afficher les 24 heures d’une journée sur son cadran[21].
- No 19 : vestige, sur cour, d'un hôtel construit par l'architecte François-Joseph Bélanger pour lui-même, en 1796. Il est terminé en 1819 par Jacques Hittorff pour le négociant Marie-François Aynard[12].
- No 22 : l'architecte Jean-Benoît-Vincent Barré a acheté le terrain et construit une maison détruite en 1925.
- No 23 : maison Bellot des Marais.
- No 24 : emplacement de l'ancien hôtel de l'architecte Jean-Benoît-Vincent Barré, construit par lui sur un terrain acquis de Jean-François Perrin de Cypierre. L'hôtel Barré a été détruit vers 1880[22].
- No 25 : lieu habité par Luigi Cherubini durant les dernières années de sa vie[11].
- No 26 : Jean-François-Claude Perrin de Cypierre et son épouse, Marie Florimonde Parat de Mongeron, achètent par deux actes datés du 17 novembre et 4 décembre 1772 un terrain de 4 808 m2 sur les actuels 24 à 28 rue du Faubourg-Poissonnière. Cet achat a été obtenu sous le nom des Filles-Dieu par des lettres patentes de novembre 1772 et à l'occasion de cette vente, Perrin de Cypierre a obtenu l'aliénation de l'ensemble de la couture des Filles-Dieu. Cette vente a été contestée mais une entente a été trouvée. L'hôtel Cypierre a été construit sur cet emplacement par l'architecte Jean-Benoît-Vincent Barré pour Jean-François Perrin de Cypierre. l'hôtel de Cypierre, détruit depuis. L'architecte Jean-Benoît-Vincent Barré a acheté les parcelles correspondant aux no 24 et no 28[23].

- No 28 : maison construite par l'architecte Barré, seul bâtiment conservé des trois qu'il a construit[24]. Le dramaturge Lucien Gumpel y est né en 1880.
- No 30 : classé parmi les monuments historiques , l'hôtel Benoît de Sainte-Paulle, également connu sous les noms de : « hôtel Chéret », « Akermann » ou « hôtel Ney »[25] est construit par Nicolas Lenoir dit le Romain en 1773 pour François Benoît de Sainte-Paulle, sur un terrain acquis en 1772 par Claude-Martin Goupy, architecte et spéculateur à l'origine de la création du quartier. Il le revend en 1776 à Jean-François Caron, trésorier du marc d'or des ordres du roi. Les deux ailes sur cour sont construites en 1778 par Antoine-François Peyre dit le Jeune[12]. De 1779 à 1795, cet hôtel est la propriété de Marie-Louise O'Murphy, épouse de François Nicolas Le Normand de Flaghac. Sous l'Empire, il appartient au maréchal Ney.
En 1942 y logeait le bureau d'études de la Société anonyme des usines Farman qui y emploie cette année-là le futur général Jacques Collombet, en qualité d'ingénieur. De nos jours, l'hôtel fait office pour des logements sociaux gérés par la régie immobilière de la ville[26].

- No 32 : entrée d'un passage cocher donnant sur une impasse. Cet ensemble, ou cité, est issu du lotissement réalisé par le sculpteur marbrier Leprince (apparemment François-Robert, issu d'une dynastie de marbriers et d'épouses de marbriers, dont François Leprince, marbrier du roi décédé en 1746, déjà installé dans le quartier Notre-Dame-de-Bonne-Nouvelle). Le terrain avait été acquis par Claude-Martin Goupy en 1771 par bail emphytéotique au couvent des Filles-Dieu. En 1772, Goupy cède ses droits sur ces terrains à Leprince, qui fait réaliser des immeubles entre 1773 et 1776, probablement par son frère, sur l'emplacement des jardins et des quelques longères qui existaient déjà. Le marbrier établit sur place son logement et probablement ses ateliers, sans qu'il soit possible de dire s'il logeait sur rue, ou dans l'un des deux hôtels situés dans l'impasse[27].
  - L'immeuble sur rue (no 32bis) est réuni au no 34 au cours du XIXe siècle pour former un grand immeuble de rapport après reprise complète des ailes de bâtiment en fond de cour. Ce bâtiment est totalement séparé du reste du lotissement, apparemment dès la fin du XVIIIe siècle. C'est probablement Leprince qui est l'auteur des modèles des panneaux stuqués à motifs antiquisants visible sur la façade sur rue du 32 bis, et dont on peut voir des occurrences sur divers immeubles parisiens de la même période. Il réalise également sans doute les décors stuqués de même type conservés dans les pièces de réception de l'un des hôtels dans le passage ;
  - le premier hôtel du passage (no 32A) se présente en « U » en adossement autour d'une cour, sans jardin. Il est modifié au milieu du XIXe siècle puis surélevé d'un étage au début du XXIe siècle en suivant le style adopté pour les étages inférieurs ;
  - le fond de la cité Leprince est occupé par un second hôtel accessible sous un porche (no 32, bâtiment 1), organisé autour d'une cour. La tradition orale indique que l'atelier de plumasserie des Folies Bergère a occupé le 1er étage de l'hôtel au cours du XXe siècle. Ses dépendances ont consisté en un ensemble d'ailes plaquées contre les mitoyennetés nord, jusqu'à la rue d'Hauteville (le bâtiment 4 en est un vestige). Ces ailes ont abrité des logements et peut-être des ateliers. Avant la fin du XVIIIe siècle, la moitié donnant sur la rue d'Hauteville est séparée en construisant une aile transversale (bâtiment 3), fermant ainsi une seconde cour. Sous l'Empire (autour de 1810), le jardin de cet hôtel est remplacé par un immeuble (bâtiment) le long du passage, afin d'étendre les espaces de l'hôtel initial. Cet immeuble est séparé du bâtiment 1 autour de 1830 et réaménagé en immeuble de rapport indépendant, toujours dans le style néoclassique. Pour remplacer l'aile qui donnait sur le jardin, un bâtiment industriel (bâtiment 5) est construit autour de 1900, entre la mitoyenneté et le bâtiment 2. L'intérieur de ce bâtiment est totalement transformé dans les années 1980 puis en 2012-2013. La cité Leprince constitue un bon exemple de stratification historique dans le cadre du lotissement progressif du faubourg Poissonnière entre 1770 et 1900[28].

Impasse du no 32
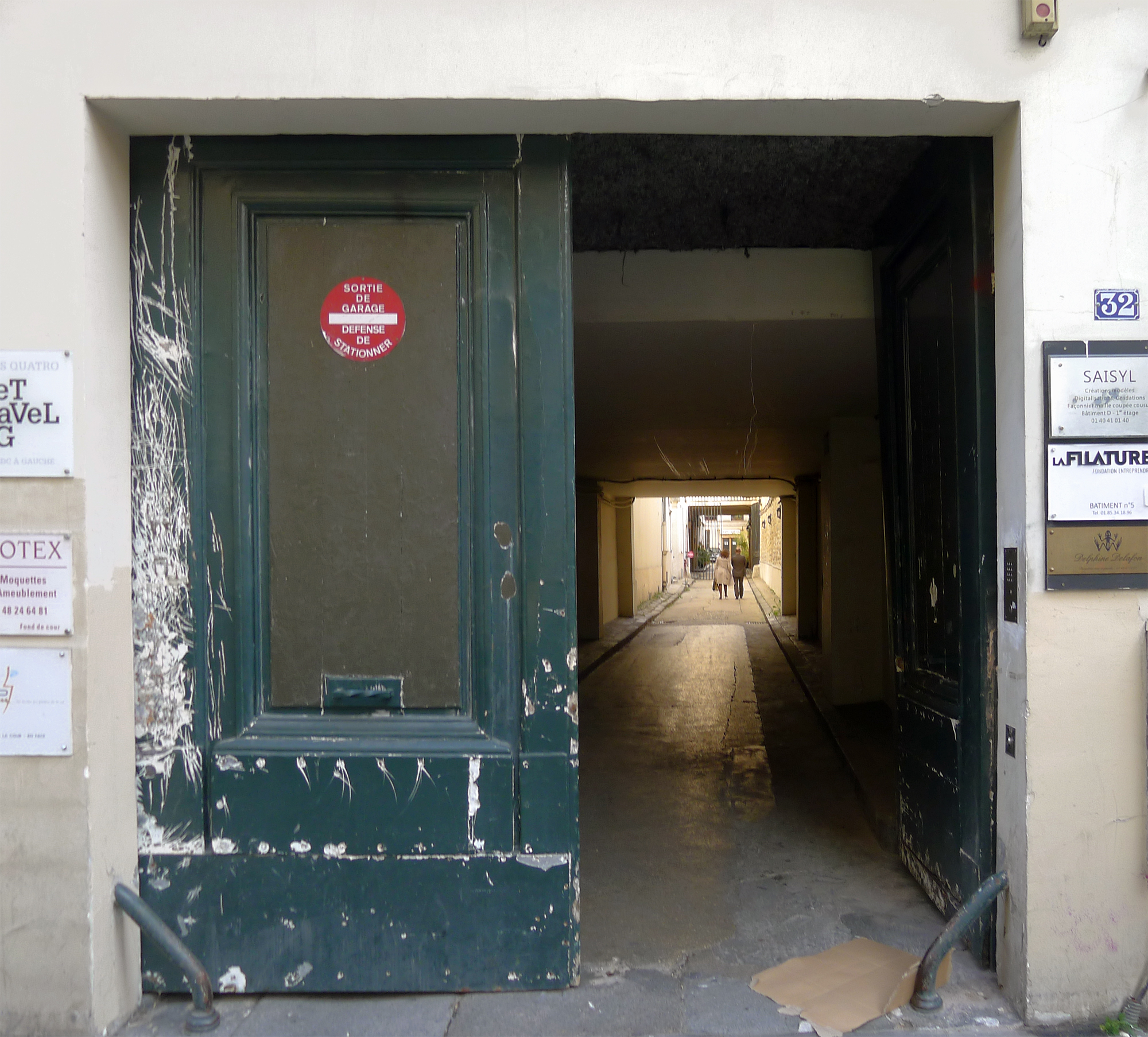
Entrée du passage.
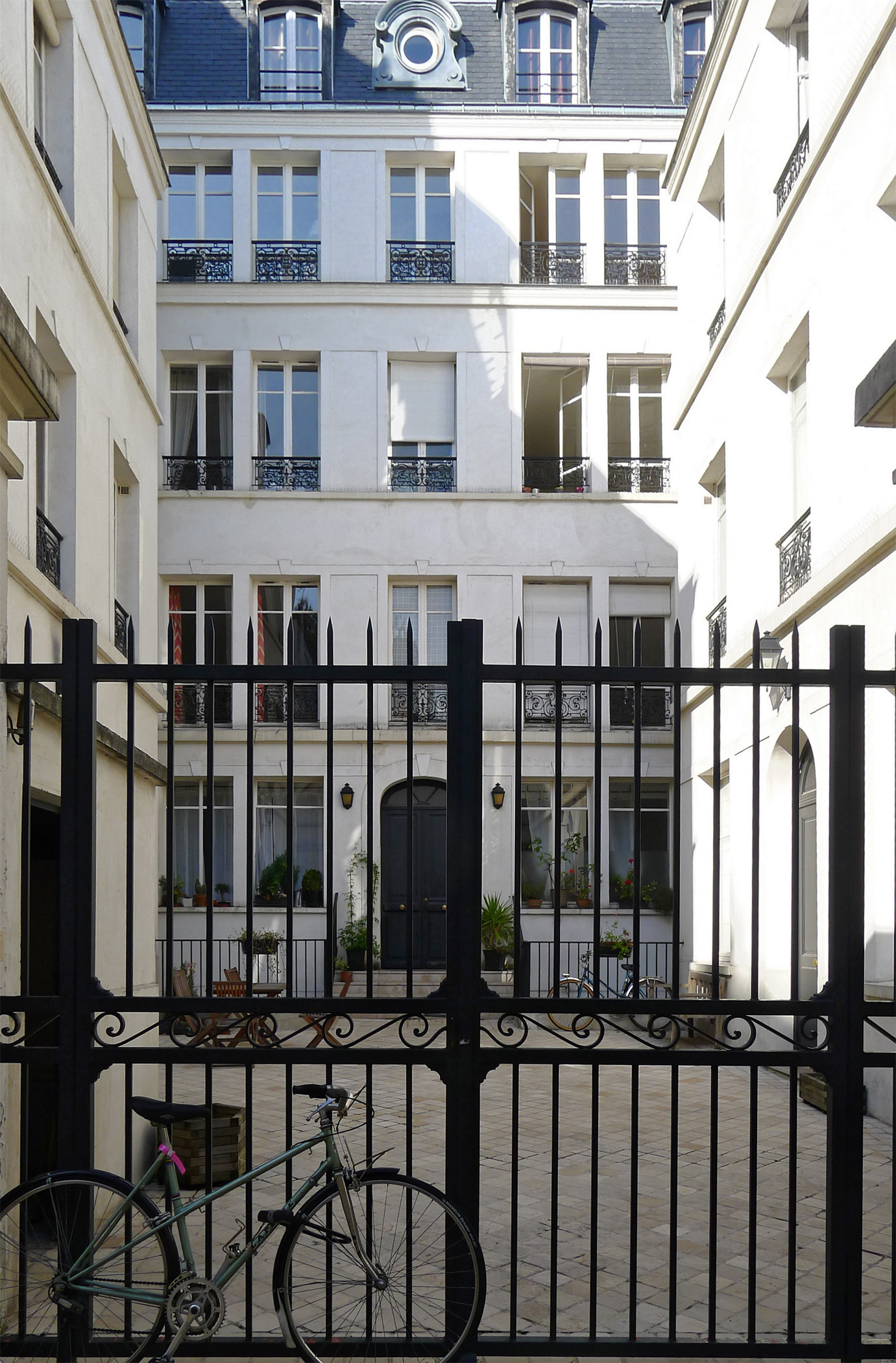
Hôtel particulier du no 32A.
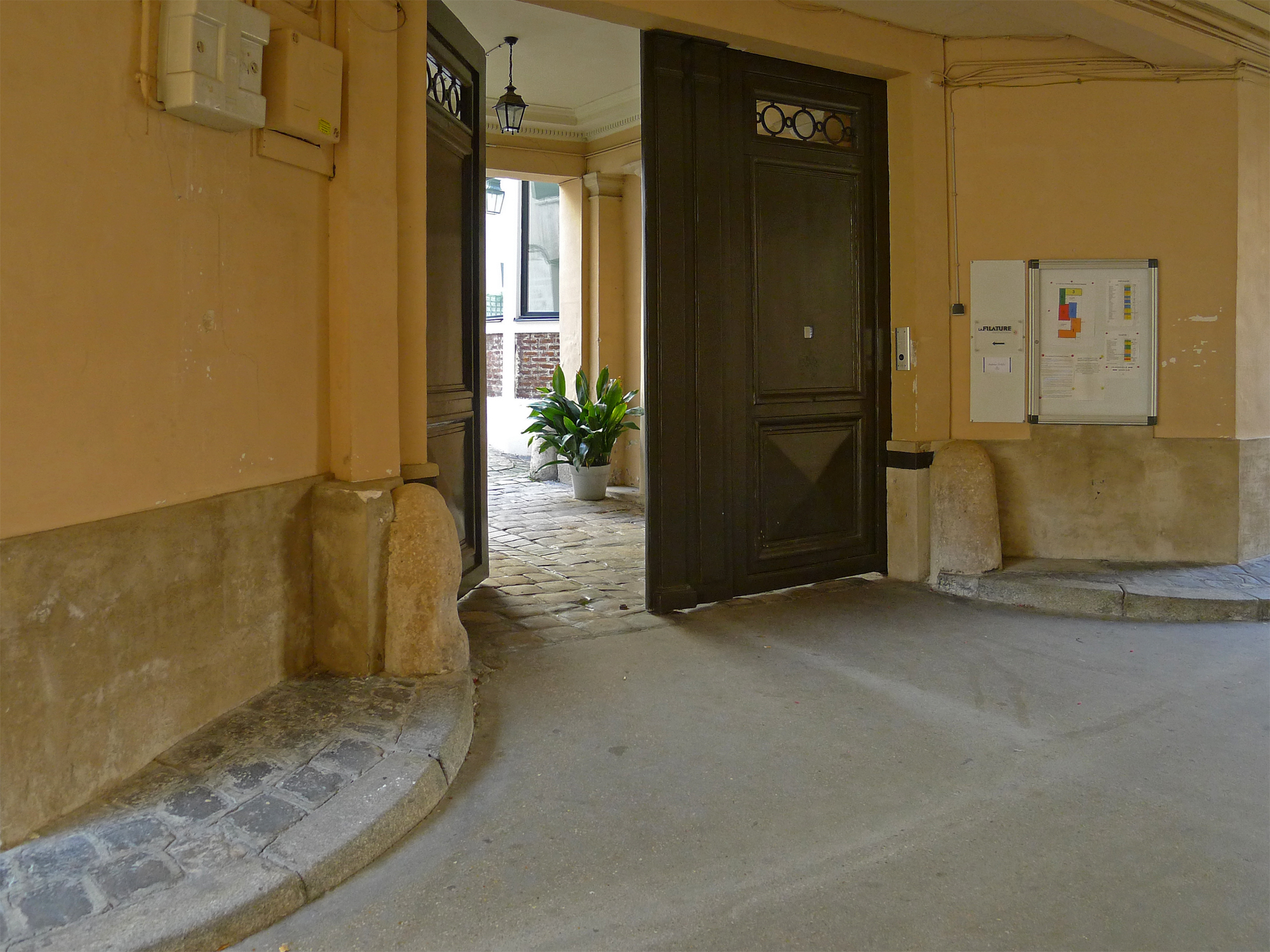
Entrée de l'hôtel particulier du fond de la cité Leprince (bâtiment 1).
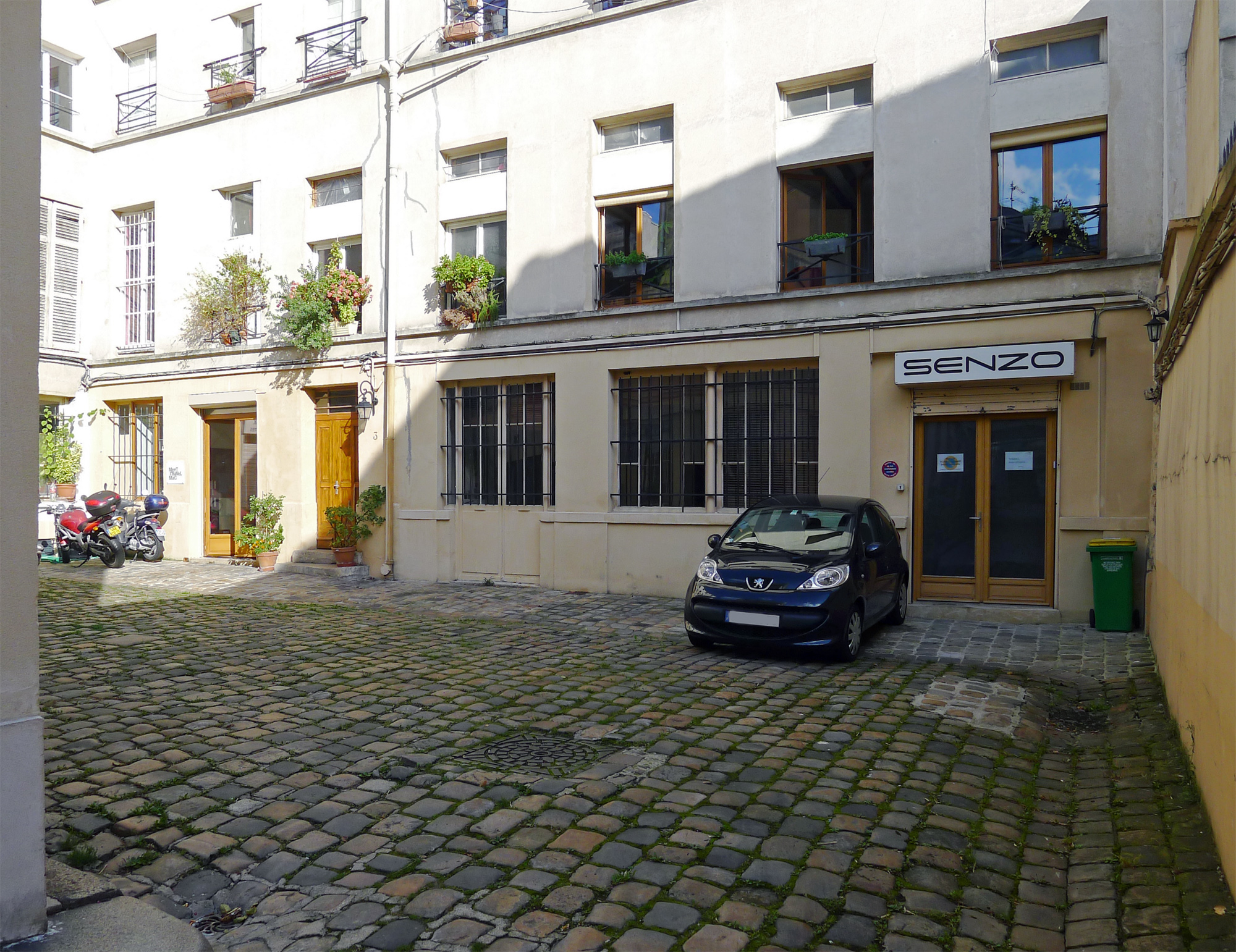
Cour au fond de l'impasse, ailes construites entre 1773 et 1785.
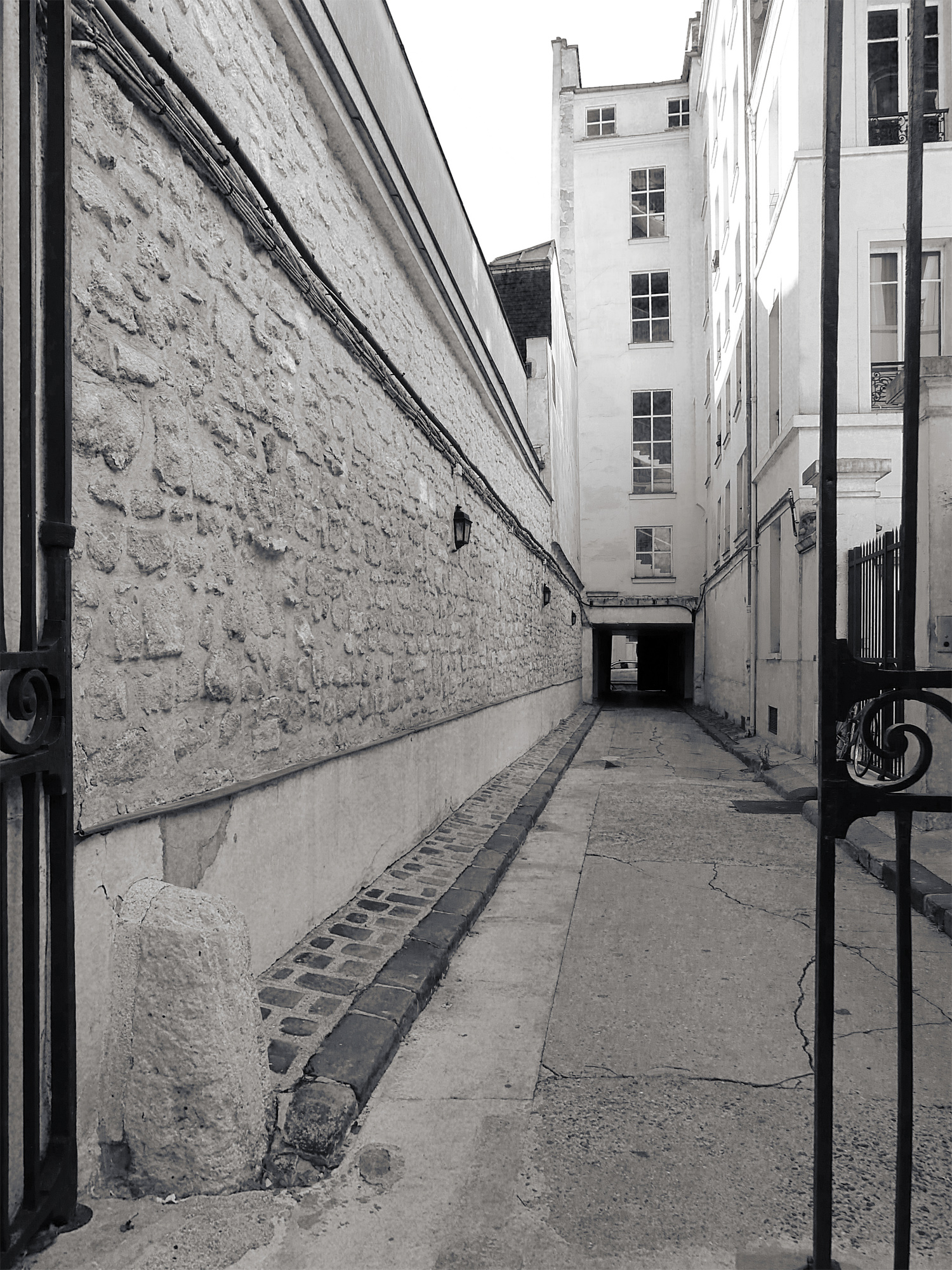
Vue du passage en direction de la rue, grille d'origine de la cité Leprince, de style Louis XVI.

- No 34 : Maison construite en 1773-1776 pour le marbrier Leprince comme la maison no 32. Plaque à la mémoire du poète Sully Prudhomme né dans cette maison le 16 mars 1839[27].
- No 36 : Emplacement de l'ancien hôtel Tabary construit pour Paul René Tabary, écuyer, par Claude-Nicolas Ledoux, vers 1771. Grâce à l'acquisition, en 1785, d'un terrain par Tabary qui avait été cédé par les Filles-Dieu à Claude-Martin Goupy en 1771, il va faire construire une aile en retour sur cour sur les plans de Louis François Petit-Radel. L'hôtel Tabary a disparu en 1820. Il a été acquis par l'entrepreneur Jean-Baptiste Léonard Violet (1791-1880) qui y a percé le passage Violet bordé de dix maisons et l'immeuble sur la rue du Faubourg-Poissonnière[29].  Façade d'immeuble.
- No 50 : hôtel Cardon construit vers 1773-1774 par Claude-Martin Goupy pour le sculpteur et directeur de l'Académie de Saint-Luc, Nicolas-Vincent Cardon[30],[31].
- No 51 : immeuble construit par l'architecte Ch. Babet, en 1895
- No 52 : Maison Deleuze, construite vers 1775 par Claude-Martin Goupy pour le peintre-décorateur Pierre Hyacinthe Deleuze, de l'Académie de Saint-Luc[30],[32]. Julie Candeille y habite en 1834.
- No 56 : plaque à la mémoire du peintre Camille Corot, mort le 22 février 1875 dans cette maison. Bâtiment sur rue du début du XIXe siècle. Le logis en fond de cour a été construit en 1838 par François-Joseph Nolau (1804-1883) pour Delestre-Poirson[12]. Demeure en 1833 le peintre Alexandre-Charles Sauvageot (1781-1860), qui est représenté dans la salle à manger de son appartement, au milieu de ses collections par son ami Louis-Pierre Henriquel-Dupont, un dessin en 1833 et une gravure de 1852. Un tableau du même est également peint par le peintre Arthur Henry Roberts en 1857. Sa collection a été léguée au musée du Louvre en 1856.
- No 57 : emplacement de l'ancien magasin des décors de l'Opéra qui est détruit par un incendie en 1894. Le magasin a occupé l'emplacement des anciens magasins des Menus-Plaisirs du roi. À cet emplacement, la rue Ambroise-Thomas y est ouverte en 1897, passant dans un immeuble construit sur les plans de l'architecte Jacques Hermant.

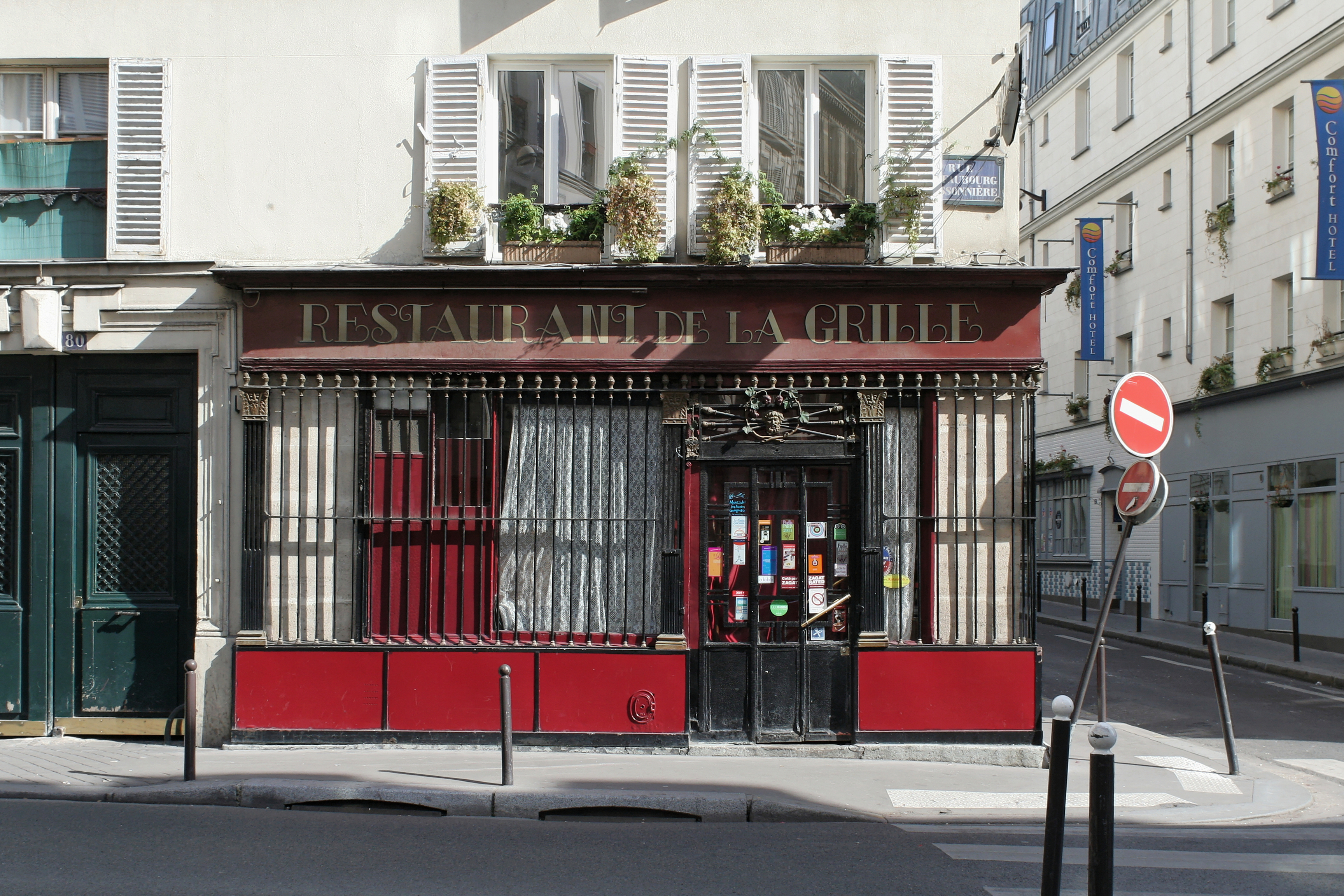
: façade de l'ancien débit de boissons.

- No 58 : inscrit parmi les monuments historiques , ancien hôtel Titon construit par Jean-Charles Delafosse vers 1776 pour Antoine François Frémin, avocat au parlement. L'hôtel est achevé en 1783. Le logis n'a qu'un seul niveau au-dessus du rez-de-chaussée. Il est alors acheté par Jean-Baptiste-Maximilien Titon, seigneur de Villotran et de La Neuville. Les bâtiments sur cour ont été surélevés probablement en 1814-1815 après l'acquisition de l'hôtel par Pierre Gareau, fabricant d'effets militaires[12],[33],[30],[34].
- No 60 : Hôtel Goys. Hôtel dont le logis en fond de cour a le même historique que celui du no 58. Il est comme lui l'œuvre de Jean-Charles Delafosse. Il est acheté  à la dame Delbarre par Nicolas-Louis Goys, négociant à New-York, au début des années 1780. Le bâtiment sur rue a été remplacé par un immeuble de rapport construit sur les plans d'Alfred Aldrophe, en 1882[12],[35].

Façades et plaques des à 58.
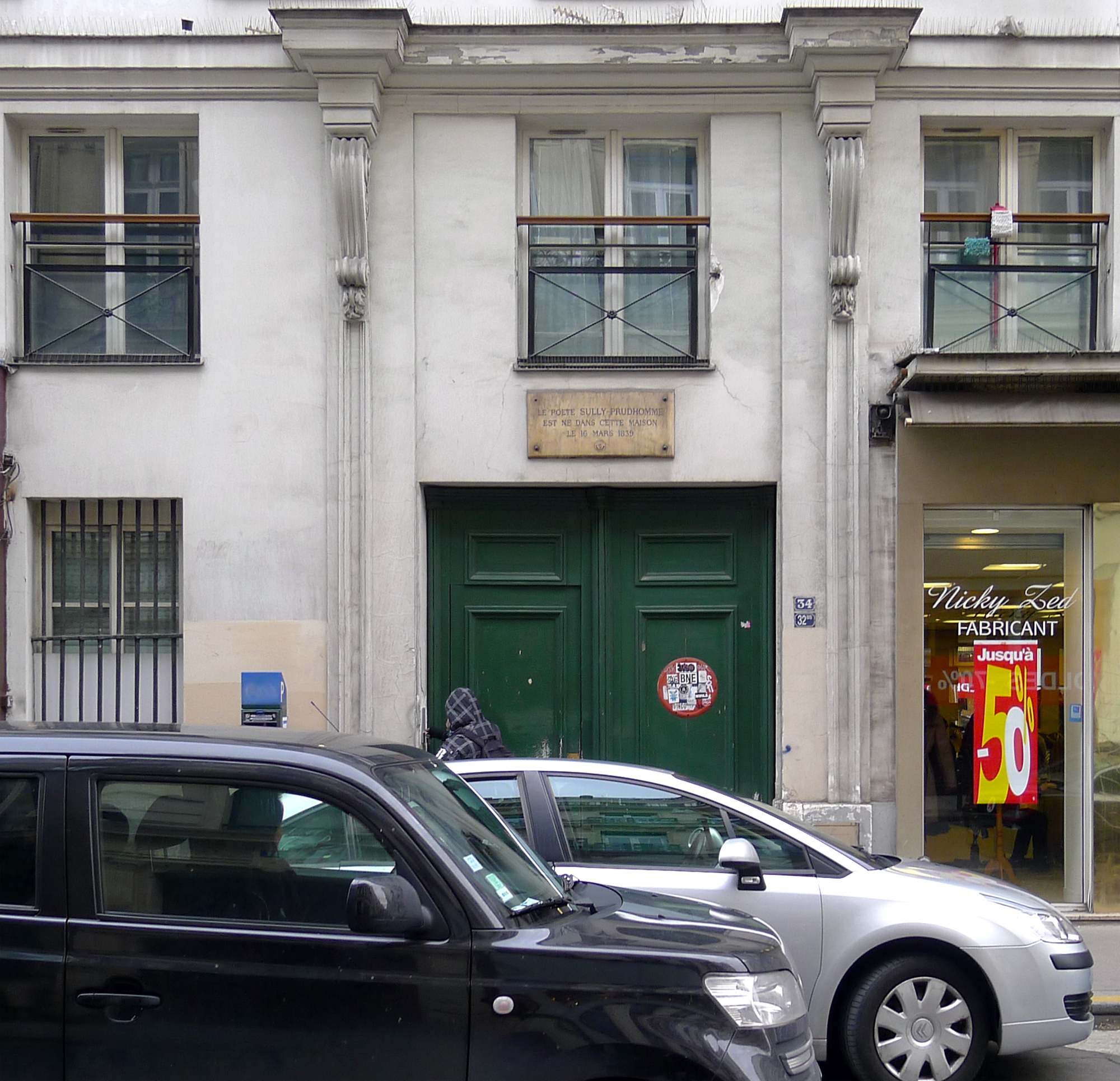
Façades et plaques des nos 34 à 58.
- Entrée des nos 32 bis-34.
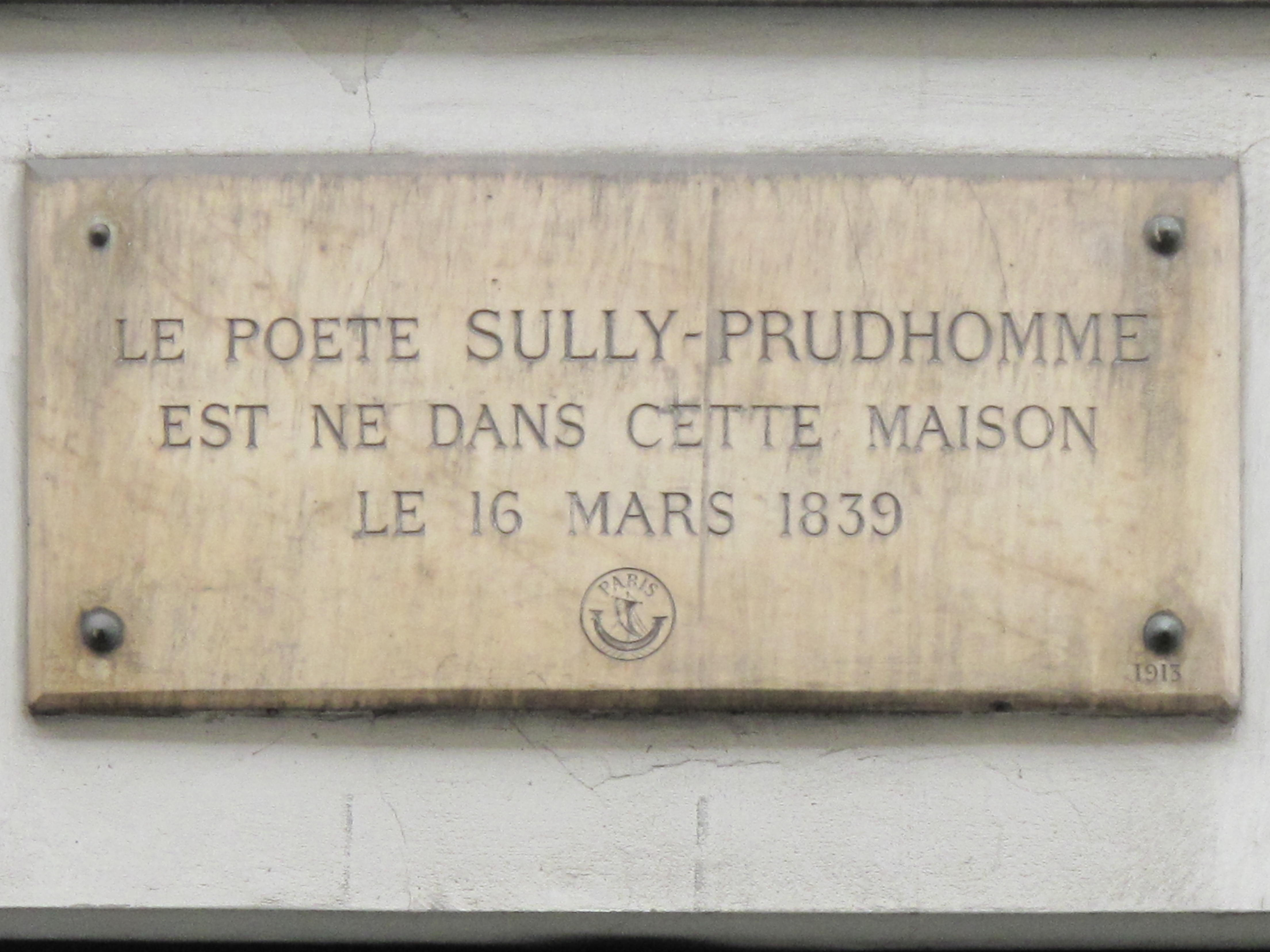
No 34 : plaque commémorative en hommage à Sully Prudhomme.
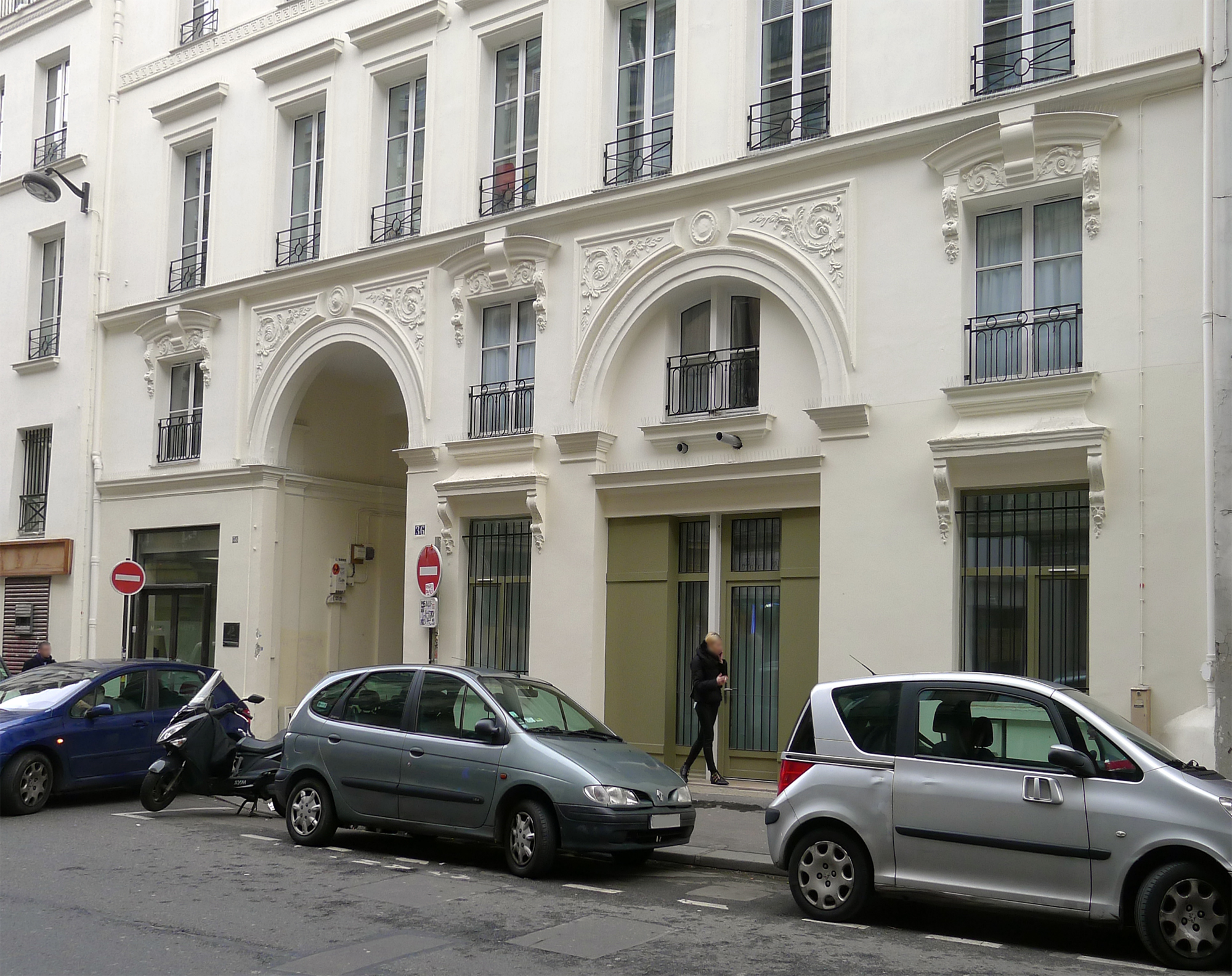
No 36, avec passage sous immeuble ouvrant sur la rue Gabriel-Laumain.
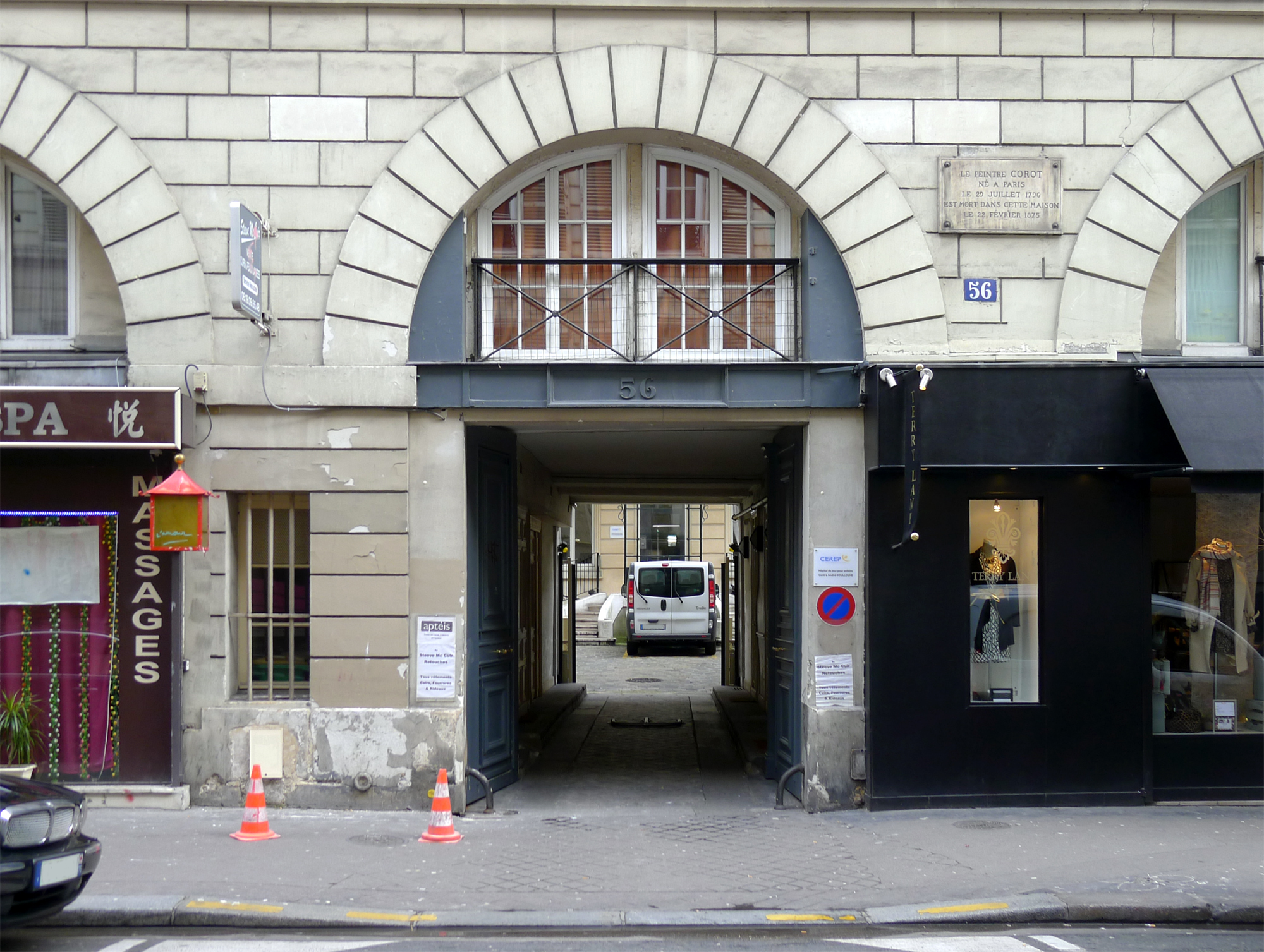
Le no 56.
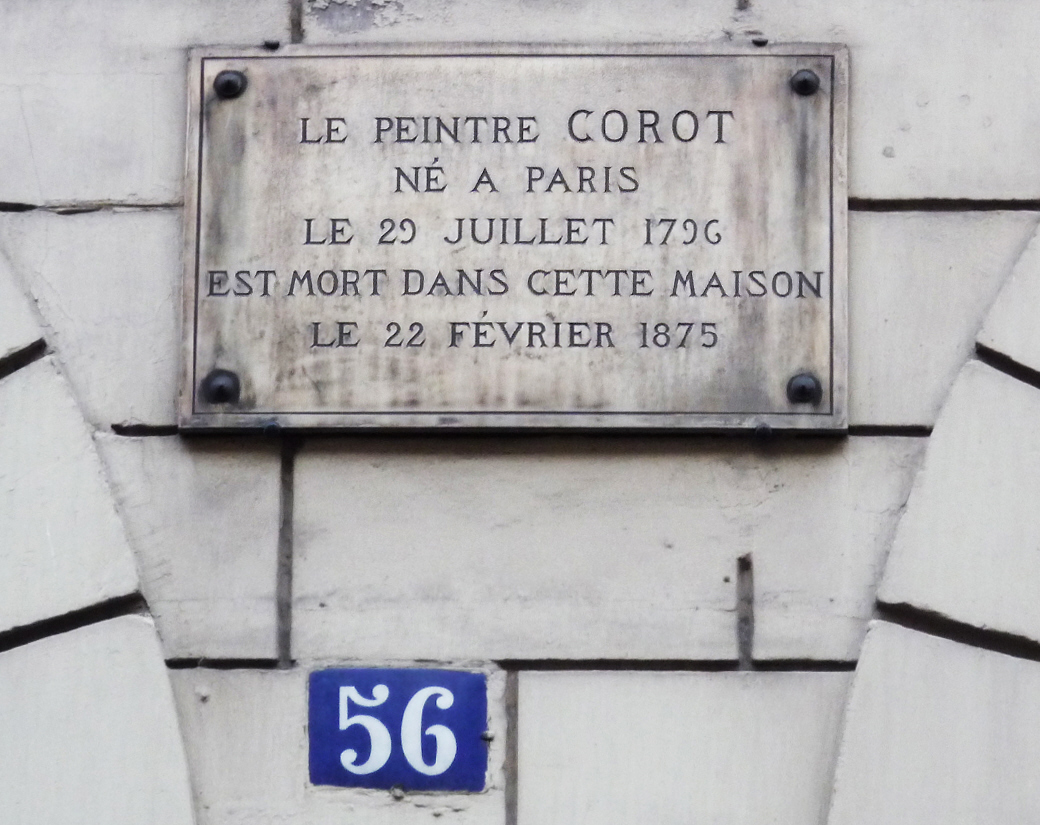
No 56 : Camille Corot.
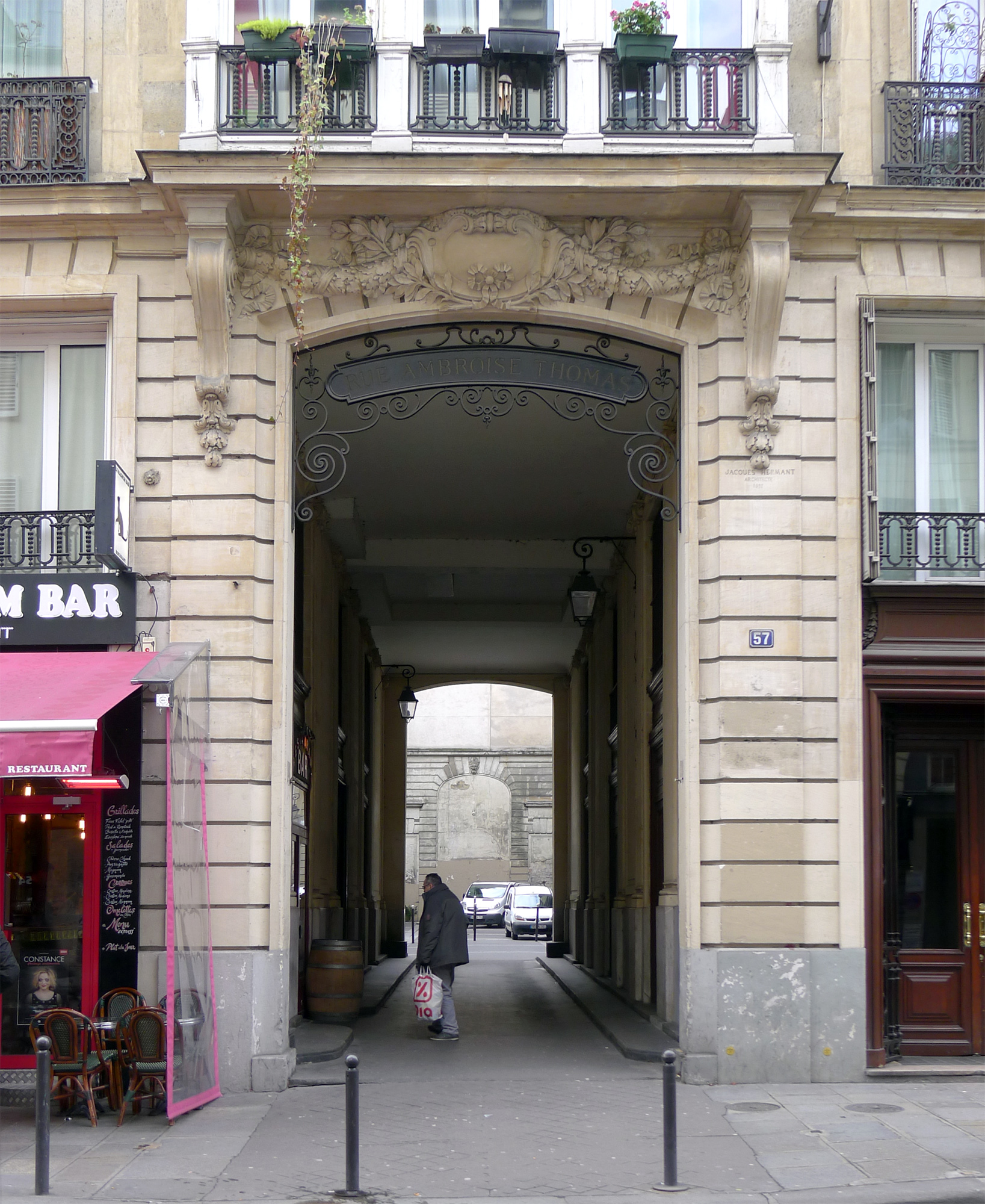
No 57.
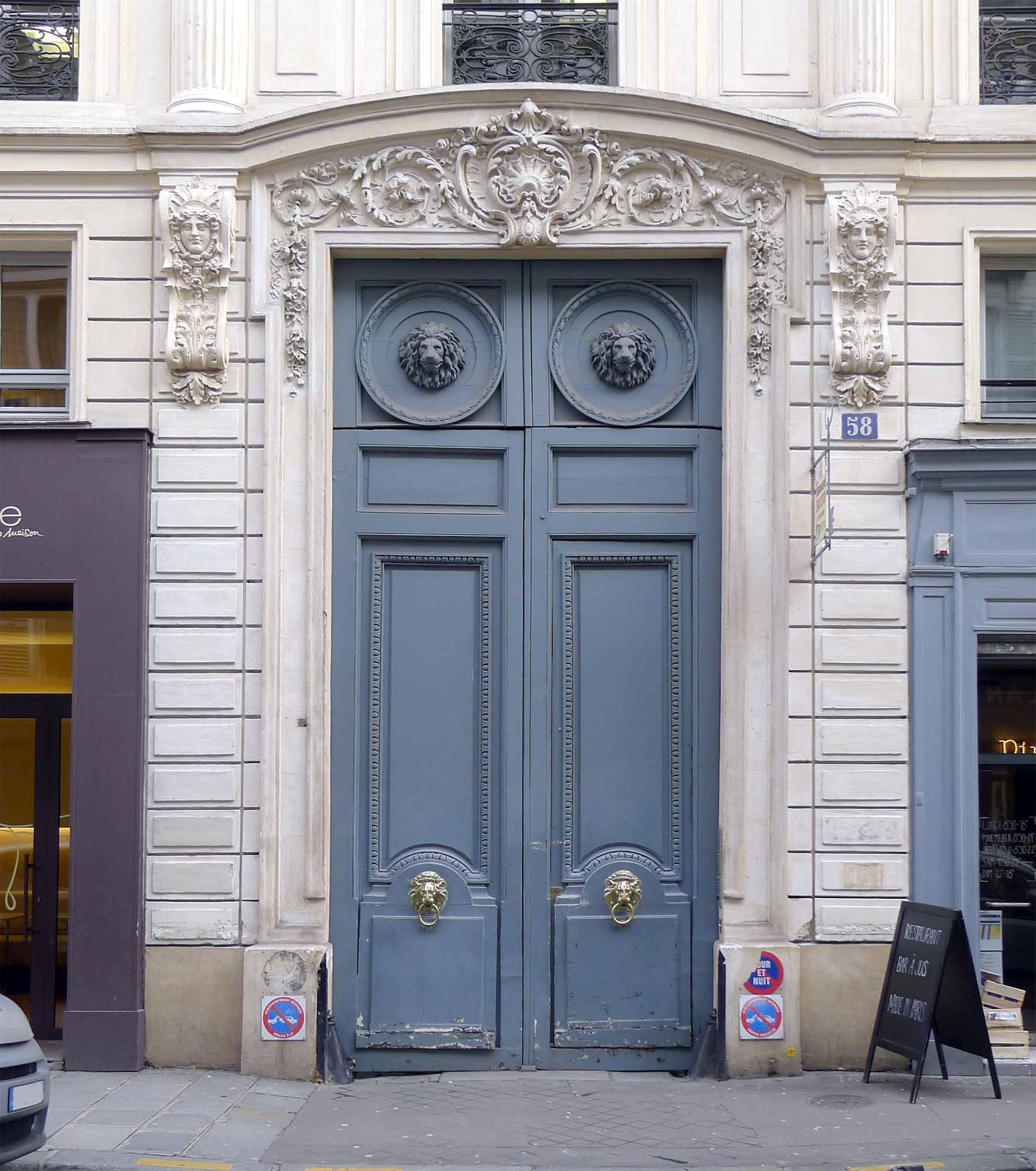
No 58.

- No 64 (angle de la rue de Paradis) : emplacement de la porte Sainte-Anne construite en 1645 et détruite vers 1715. La barrière d'octroi figure sur le plan de Turgot. Elle est remplacée vers 1788 par la barrière Poissonnière du mur des Fermiers généraux.
- Nos 66-68 : maison d'édition Gustave Prioré, éditions musicales (vers 1850). Gustave Prioré est également compositeur.
- Nos 69-71 (angle rue Bleue) : alors rue Sainte-Anne, emplacement de l'habitation de la famille Sanson, exécuteurs des hautes œuvres de justice. Le jardin se prolongeait au-delà de l'actuelle rue Bleue. Après la mort de Charles-Henri Samson en 1778, ses héritiers vendent l'ensemble à l'architecte Nicolas Lenoir qui édifie des immeubles sur le terrain avec un percement réalisé en 1780 des rues Papillon, Riboutté et élargissement de la rue Bleue (alors rue d'Enfer)[36].
- No 72 : présence d'une grande plaque pour indiquer le séjour de 1841 à 1846 de l'écrivain Henri Heine (1797-1856).

- No 76 : emplacement de la première caserne dite « de la Nouvelle-France », construite par Claude-Martin Goupy sur un terrain qu'il avait acheté en 1770 aux religieux de Saint-Lazare. À partir de 1773, il loue cette caserne à l'année aux Gardes françaises. Louis Antoine de Gontaut-Biron, Lazare Hoche (alors âgé de 17 ans et soldat) et François Joseph Lefebvre (sergent en 1789) commencent leur carrière militaire. Une légende sans fondement y ajoute le nom de Jean-Baptiste Bernadotte[a].
Le 27 juillet 1830, le capitaine Flandin, à la tête de 200 citoyens, dont, peut-être, une vingtaine sont armés, attaque cette caserne, fait mettre bas les armes à 140 jeunes soldats du 50e de ligne, et s'empare de ce poste important, où on trouve de précieuses ressources pour la défense[6].
Des troupes d'infanterie y siègent jusque 1914 puis la Garde républicaine. Vétuste, le bâtiment est détruit vers 1930. Une nouvelle caserne est construite aux nos 80-82[a].
- No 77 : emplacement de la chapelle Sainte-Anne construite en 1650, démolie en 1790, où est enterrée la femme du bourreau Charles Sanson[37].

- No 80 : inscrit parmi les monuments historiques , ancien lieu de débit de boissons au coin de la rue des Messageries, avec une devanture de la première moitié du XIXe siècle, inscrite aux monuments historiques [38].
- Nos 80-82 : la nouvelle caserne de la Nouvelle-France est construite entre 1932 et 1941 pour la ville de Paris par l'architecte Boegner. Sur le mur de l'immeuble situé au no 80 de la rue du Faubourg-Poissonnière, les sculptures proviennent de l'entrée de la première caserne située à l'actuel no 76[39],[a].
- No 88 : Gaston Poittevin (1880-1944) y demeure en 1941[40].
- No 92 : Étienne Calla, mécanicien et élève de Jacques de Vaucanson, installe une fonderie en 1820[41]. C'est la maison Calla qui réalise les fontes ornementales de l'église Saint-Vincent-de-Paul à la demande de Jacques Hittorff[42]. En 1849, la fonderie Calla déménage au nord de l'enclos Saint-Lazare, à La Chapelle.
- No 98 : Boris Vian (1920-1959) y vécut de 1942 à 1951[43]
- No 106 : Maison de Dietrich, actuel lycée Rocroy-Saint-Léon, établissement scolaire privé catholique sous contrat ouvert en 1877[44]. Avant la construction de la structure, Philippe-Frédéric de Dietrich y demeure dans son hôtel particulier, qui est démoli par la suite.
- No 117 : collège Alphonse de Lamartine.
- No 121 : le lycée Lamartine est fondé en 1893 sur l'emplacement d'une folie (hôtel particulier) datant du XVIIe siècle, rachetée en 1891 par l'Éducation nationale. De nombreux travaux sont faits, mais certaines parties sont conservées et classées parmi les monuments historiques  (bureau, salon et décor intérieur)[45].
- No 123 : immeuble construit en 1869 sur les plans de l'architecte Auguste Tronquois.

- No 129 : emplacement de l'entrée de la première usine à gaz de Paris[b]. En 1807, François de Neufchâteau achète à cet emplacement une maison comprenant un terrain d'un hectare. Endetté en 1821, il est contraint de vendre cette propriété[46]. En 1823, Antoine Pauwels y construit un gazomètre puis Étienne Calla y installe, jusqu'en 1849, une usine de fonderie[47],[6],[48].
- No 138 : emplacement de la fabrique de menuiserie Wallart construite en 1896 (immeuble donnant également sur le no 45, rue de Dunkerque). Il représente un immeuble de trois étages en bois sculpté à ajustage à tenons et mortaises (les ateliers sont situés dans la rue du Faubourg-Poissonnière et le porche principal pour le passage des camions est situé dans la rue de Dunkerque), chef-d'œuvre unique à Paris d'architecture en bois, disparu avec la construction au début des années 1970 de l'immeuble de rapport actuel.
- No 146 : sièges des éditions : Sociales et Messidor ainsi que du Livre-club Diderot et des Cahiers du communisme.
- No 148 : sièges de l'Union des Femmes Françaises et des Heures claires.
- No 153 : Émile Souvestre y demeure en 1854[11].
- Nos 157 à 187 : emplacement des Promenades égyptiennes, un établissement où l'on a donné des fêtes dans le genre de celles du parc de loisirs Tivoli. Ouvertes le 4 mai 1818, elles laissent place au jardin du Delta, de 1819 à 1824[49].
- No 161 : emplacement d'une maison où Charles de Bourbon-Condé vécut avec sa maîtresse madame de la Saune.

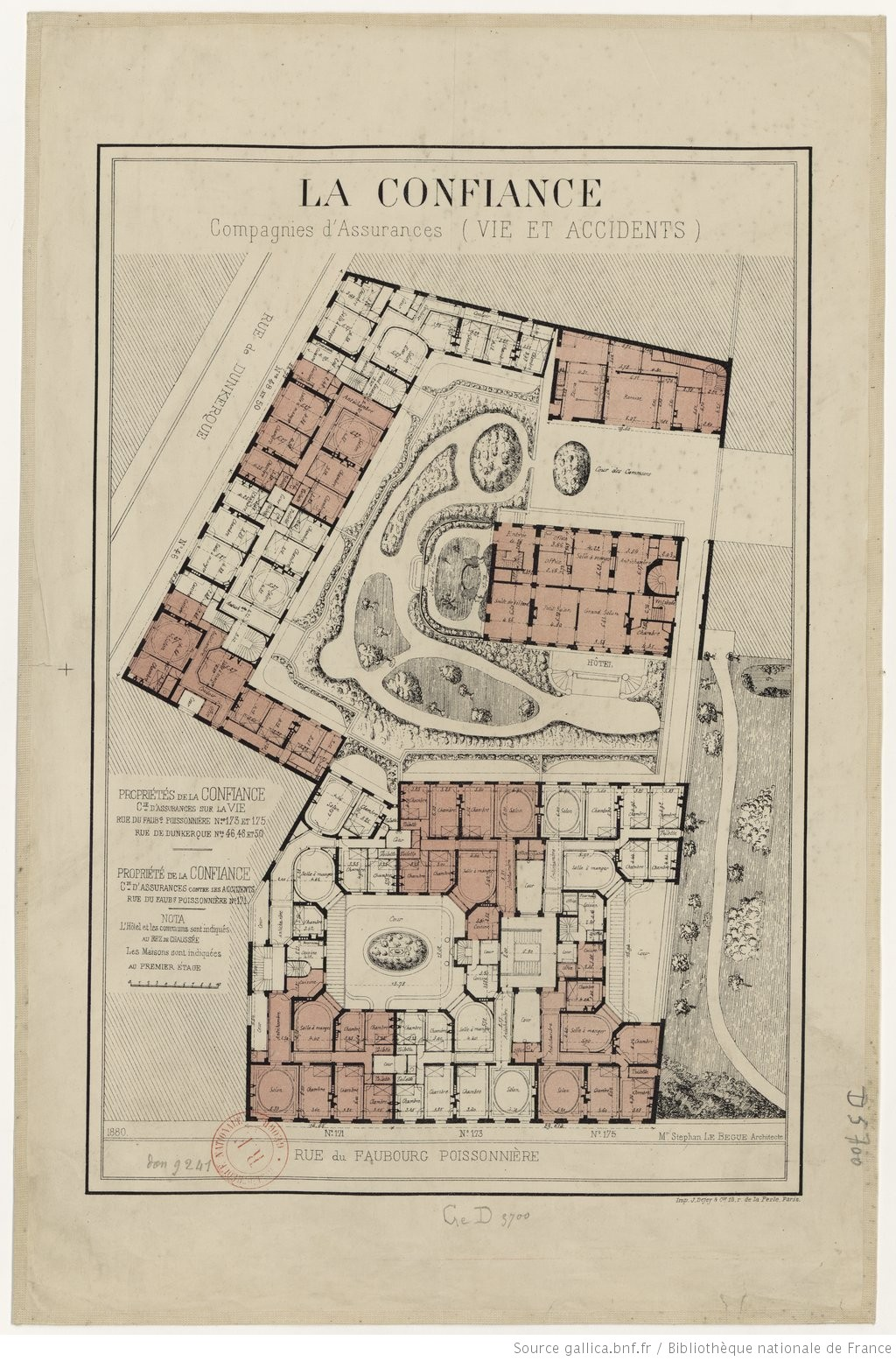
Plan de l'ensemble immobilier des, 173 et 175 rue du Faubourg-Poissonnière et, 48 et 50 rue de Dunkerque.

- Nos 171, 173 et 175 : immeubles sur la rue du Faubourg-Poissonnière de l'ensemble immobilier construit par la compagnie d'assurance La Confiance en 1880, consistant en six immeubles sur cette voie (trois sur rue et trois sur jardin), quatre immeubles sur la rue de Dunkerque (tous sur rue) et un hôtel entouré d'un jardin et pourvu de communs en fond de parcelle.